# Chiesa di Santa Maria Maddalena (Occhiobello)
La chiesa di Santa Maria Maddalena è la parrocchiale patronale di Santa Maria Maddalena, frazione del comune italiano di Occhiobello in provincia di Rovigo. Appartiene al vicariato di Stienta della diocesi di Adria-Rovigo e la storia del suo principale luogo di culto inizia nel XIV secolo. 

## Storia
In epoca romana il territorio di Santa Maria Maddalena era già noto ma è con la rotta di Ficarolo del XII secolo che il corso del Po lasciò alla sua sinistra l'area, separandola dal ferrarese. La prima citazione del luogo di culto si trova nelle Ratio Decimarum ferraresi del 1300 dove viene chiamato in latino Ecclesia Sanctae Marie Magdalene de Ultra Pado. Nel 1409, durante il periodo di controllo degli Este, fu Niccolò III a cedere a Uguccione dei Contrari e alla sua famiglia parte del territorio, compreso il giuspatronato della locale chiesa di Santa Maria Maddalena, a quel tempo ancora un oratorio. Questo luogo di culto fu oggetto di due visite pastorali del vescovo di Ferrara Giovanni Tavelli da Tossignano nel 1434 e nel 1436. Il vescovo e beato lo descrisse come un oratorio estremamente povero. Sul luogo si recarono anche il vescovo di ferrara Francesco de Lignamine nel 1449, il vescovo ausiliare di Ravenna Giovanni Battista Maremonti nel 1574 e ancora il vescovo di Ferrara Giovanni Fontana nel 1592. Negli atti di quest'ultima visita pastorale si registrò che la chiesa aveva un orientamento tradizionale verso est, che era dotata di due navate ognuna col proprio altare, che aveva avuto la concessione del fonte battesimale e che inoltre era dotata di una torre campanaria e del cimitero per la comunità. Il giuspatronato in quel momento risultò attribuito alla famiglia Pepoli. Nel 1656 fu il cardinale e vescovo Carlo Pio di Savoia iuniore a recarvisi in visita e dagli atti del periodo l'edificio risultò come una chiesa di nuova costruzione, iniziata nel 1645 e non ancora ultimata, voluta dal conte Odoardo Pepoli. Questo edificio di maggiore ampiezza si trovava accanto al fiume Po, era dotato di tre altari, la sala si concludeva col coro, era presente il fonte battesimale ed aveva campanile, canonica e cimitero. Negli atti della visita pastorale del cardinale Marcello Crescenzi di circa un secolo più tardi il luogo di culto venne ancora descritto come oggetto di importanti modifiche e ristrutturazioni che interessarono la facciata e tutti gli interni. In particolare si citarono le cappelle laterali, il nuovo presbiterio e la cantoria. Più tardi, in seguito all'invasione d'Italia intraprasa da Napoleone Bonaparte, Santa Maria Maddalena, dal punto di vista dell'amministrazione civile, venne fatto ricadere nel comune di Occhiobello. Tra il 1818 e il 1819 mutò anche la giurisdizione ecclesiastica e la chiesa, da quel momento, passò alla diocesi di Adria. Nella visita del vescovo Carlo Pio Ravasi del 1825 venne descritta come una chiesa ad una sola navata e dotata di quattro altari. Il giuspatronato dei Pepoli era ancora in essere, e cessò solo nel 1838. Nel 1911 la sala venne arricchita di un altro altare e vi fu costruita una copia della grotta di Lourdes. Gravissimi danni vennero causati da un'esplosione nell'edificio nel 1914 e fu necessaria la sua ricostruzione. Nuovamente distrutta dai bombardamenti alleati durante la seconda guerra mondiale e danneggiata anche durante l'alluvione del novembre 1951 la chiesa di Santa Maria Maddalena venne riedificata, con la sua torre campanaria, tra il 1952 e il 1955 su progetto di Giovanni Battista Scarpari e Oscar Marin. La solenne consacrazione della riscostruita chiesa parrocchiale venne celebrata il 1º ottobre 1955 alla presenza del vescovo Guido Maria Mazzocco. Nell'ultimo decennio del XX secolo la chiesa è stata oggetto di interventi di restauro conservativo che hanno riguardato le coperture interne ed esterne. Un altro incidente, con incendio, è avvenuto nel 2018. La chiesa è stata chiusa al culto ed è stato necessario ripulire e in parte ritinteggiare gli interni della sala.

## Descrizione

### Esterni
La chiesa si trova nell'abitato di Santa Maria Maddalena, frazione di Occhiobello in provincia di Rovigo. Sorge a breve distanza dall'argine del fiume Po e mostra orientamento verso nord est. La facciata a salienti è rifinita in mattoni a vista. Il portale di accesso, con arco a tutto sesto, è strombato ed arricchito da una finestra a lunetta cieca con affresco raffigurante Maria Maddalena ed è sormontato, in asse, dal grande rosone che porta luce alla sala. la copertura del tetto, a falde, è in coppi di laterizio. La torre campanaria si trova in posizione arretrata e distaccata, sulla destra. La sua cella si apre con quattro finestre a trifora.

### Interni
La sala è di grandi dimensioni, suddivisa in tre navate su modello basilicale. La navata centrale si sviluppa in tre campate e le navate laterali sono arricchite da cappelle. Il presbiterio ha anteriormente volta a botte e la sua copertura si conclude nel catino absidale. L'adeguamento liturgico è stato realizzato tra il 1990 e il 2000.